# Khan Tengri
Le Khan Tengri est une montagne qui culmine à 7 010 mètres d'altitude dans le massif du Tian Shan, point culminant du Kazakhstan, à la frontière avec le Kirghizistan dont il est le troisième plus haut sommet, et très proche du Xinjiang en Chine. Il est gravi pour la première fois en 1931 par Mikhail Pogrebetsky. Sommet particulièrement dangereux, son ascension est principalement tentée par des alpinistes russes et kazakhs.

## Toponymie
Khan Tengri signifie littéralement « roi paradis » mais est généralement traduit par « seigneur des esprits » ou « seigneur des cieux » en ouïghour et « souverain des cieux » en langues turques,. Il est nommé Kan Tau en kazakh, c'est-à-dire la « montagne de sang », en raison des teintes qu'il prend lorsque le soleil vient frapper ses parois de marbre au crépuscule. On trouve également les noms alternatifs Khan Tangiri Shyngy, Kan-Too Chokusu, Pik Khan-Tengry et Hantengri Feng en fonction des langues.

## Géographie
Le Khan Tengri est situé à l'extrême Est du Kirghizistan, dans l'oblasty d'Ysyk-Köl, et au Sud-Est du Kazakhstan, dans la oblys d'Almaty, sur la frontière séparant les deux pays et à seulement six kilomètres à l'ouest du tripoint avec la république populaire de Chine. Il se trouve à 450 kilomètres à l'est-sud-est de la capitale kirghize Bichkek et 280 kilomètres au sud-est d'Almaty, principale ville et ancienne capitale kazakhe. Le sommet s'élève à 7 010 mètres d'altitude dans la chaîne du Tian Shan dont il est le deuxième plus haut sommet après le Jengish Chokusu (7 439 m) situé vingt kilomètres au sud. Il s'agit, après ce dernier et le pic Lénine (7 134 m) dans le Pamir, du troisième sommet du Kirghizistan mais également du point culminant du Kazakhstan.
Le Khan Tengri est un pic pyramidal essentiellement constitué de marbre, dont la crête sud est le plus bel exemple. Il se dresse entre les deux bras supérieurs de l'Inylchec, le plus grand glacier du Tian Shan,. L'assise rocheuse de son sommet se trouve à 6 995 mètres d'altitude,,, alors que le dôme de neige permanent le recouvrant atteint 7 010 mètres d'altitude. Il est donc souvent désigné comme étant le plus nordique de tous les sommets de plus de 7 000 mètres d'altitude,.

## Histoire
En 1856, le géographe et botaniste russe Piotr Semionov-Tian-Chanski, membre de la Société géographique de Russie, se rend dans la région du lac Yssyk Koul. L'été suivant, accompagné par 1 500 militaires, il continue son exploration vers l'est et devient le premier occidental à pénétrer dans cette partie du Tian Shan. Parmi la trentaine de sommets majeurs qu'il recense, il estime que le Khan Tengri est le plus haut,. Bien que le Jengish Chokusu soit 400 mètres plus haut, il faut attendre une étude de 1946 pour remettre en cause cette affirmation. Semionov est suivi entre autres, quelques années plus tard, par le Suédois Sven Hedin puis l'Italien Cesare Borghese accompagné du fameux guide suisse Matthias Zurbriggen.
En 1902, le scientifique et alpiniste allemand Gottfried Merzbacher, avec Hans Pfann et Hans Keidel, accompagnés du guide Fransesco Kostener, décident de tenter l'ascension par le versant méridional. Ralentis dans leur approche par la rupture du lac glaciaire qui porte son nom, Merzbacher décide de poursuivre seul. Arrivé au pied de la montagne, il estime que l'ascension est impossible et déclare que le Tian Shan n'est pas un endroit fait pour l'alpinisme.
Avec l'amélioration du matériel et des techniques, de nouvelles expéditions sont lancées par l'Union soviétique à la fin des années 1920 mais l'acheminement logistique dans cette région reculée reste un frein. La première ascension réussie est l'œuvre, en 1931, de l'Ukrainien Mikhail Pogrebetsky  par la voie désormais classique qui suit l'arête ouest,. L'exploit est répété en 1936 par une expédition comptant les frères Evgueni et Vitali Abalakov, alpinistes russes, ainsi que l'alpiniste et photographe suisse Lorenz Saladin , qui perd la vie quelques heures après la descente.
Aucune nouvelle voie n'est ouverte pendant 33 ans. Ainsi, il faut attendre 1964 pour que les Russes Romanov et Kuzmin vainquent la « crête de marbre ». En 1974, la première voie est ouverte en face nord grâce à Khudiakov, puis en 1974 la voie classique de la face nord par Solamatov, une voie par l'équipe kazakhe menée par B. Studenin et une voie par l'équipe russe de E. Myslovski,. En 1990, une équipe kazakhe réalise l'incroyable traversée pic Vazho Pshavela (6 918 m)-Jengish Chokusu (7 439 m)-pic
Sovetskoy Armenii (6 900 m)-Jengish Chokusu Est (7 030 m)-pic Topografov (6 873 m)-pic Druzhby (6 800 m)-Shatyor (6 700 m)-Khan Tengri en 14 jours. Les années suivantes, alors que les Européens y font leurs premiers balbutiements, l'équipe dirigée par le Kazakh V. Khrisciaty réussit la première hivernale.

## Ascension

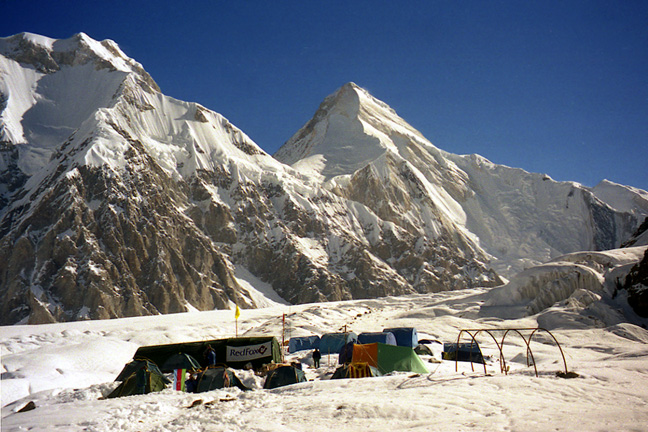
Vue du camp de base de l'Inylchek Sud avec le Khan Tengri en arrière-plan.

La position septentrionale de ce sommet le soumet à des variations saisonnières importantes et la période favorable à son ascension est généralement réduite de mi-juillet à fin août. C'est un des « 7 000 » les plus difficiles de la région et seulement quelques alpinistes réussissent son ascension chaque année, la plupart russes ou kazakhs,. La voie classique est celle ouverte en 1931 par Pogrebetsky en face sud via l'arête ouest et est cotée 5a sur l'échelle russe,. Il existe six autres voies en face sud, cotées 5b à 6b. Sept voies existent dans la face nord, haute de 2 500  à   3 000 mètres, s'échelonnant suivant les mêmes difficultés.
L'ascension des cinq sommets de plus de 7 000 mètres de l'ancienne URSS, dont fait partie le pic Khan Tengri, avec le pic Ismail Samani (7 495 m), le pic Pobedy (7 439 m), le pic Lénine (7 134 m) et le pic Korjenevskoï (7 105 m), est récompensée par le « prix Léopard des Neiges ».

## Culture populaire

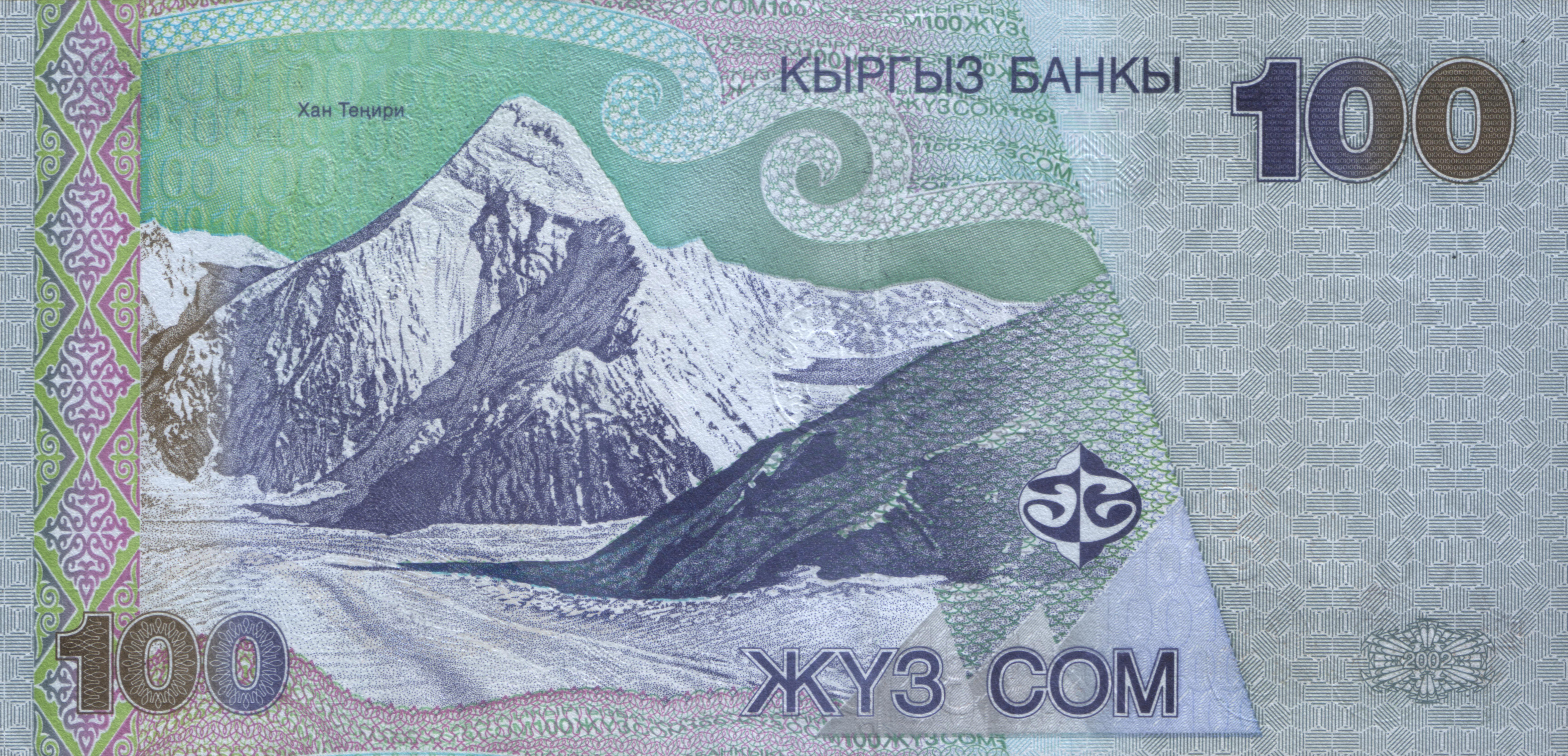
Verso du billet de 100 soms.

Le Khan Tengri apparaît sur le billet de 100 som au Kirghizistan.